# Ophiodromus comatus
Ophiodromus comatus är en ringmaskart som först beskrevs av Ehlers 1913.  Ophiodromus comatus ingår i släktet Ophiodromus och familjen Hesionidae. Inga underarter finns listade i Catalogue of Life.